# FRIWO AG
Die FRIWO AG (früher CEAG AG) ist die Muttergesellschaft der Friwo Gerätebau GmbH und ein Hersteller von Netz- und Ladegeräten sowie LED-Treibern, Akkupacks und elektrischen Antriebslösungen.

## Geschichte
Die Unternehmensgeschichte der FRIWO AG (davor CEAG AG) in ihrer heutigen Ausprägung hat ihren eigentlichen Ursprung in der 1967 gegründeten Industrieanlagen und Leichtbau GmbH in Düren. Nach Umfirmierung und Standortwechsel wurde 1977 daraus die CEAG Industrieaktien und Anlagen AG mit neuem Sitz in Frankfurt. Der Firmenname CEAG geht auf die CEAG Dominit AG zurück, die am 27. Juni 1906 als Concordia Elektrizitäts-Aktiengesellschaft in Dortmund gegründet wurde. Als reine Finanzholding erdacht, begann mit der Übernahme von Friemann & Wolf Duisburg (FRIWO) 1971 der Weg der CEAG in das Geschäft der externen Stromversorgung. 1996 wurde der Name „Friemann & Wolf“ in „FRIWO“ geändert. Die CEAG AG, die ihren Sitz seit 2008 in Ostbevern/Westfalen hat, änderte im Jahr 2009 ihren Namen in FRIWO AG.

## Unternehmen
Die AG hat ihren Sitz in Ostbevern. Die Firmengruppe deckt mit ihren Produkten die Bereiche Haushaltsgeräte, mobile Werkzeuge, IT und Kommunikation, Industrieautomatisierung und Maschinenbau sowie Mess-, Wäge-, Gebäude-, Licht- und Medizintechnik ab. Als Holding der operativen FRIWO-Einheiten hält die FRIWO AG unmittelbar 100 Prozent der Anteile an der FRIWO Gerätebau GmbH und ist darüber mit Gesellschaften und Niederlassungen im Ausland vertreten. Der Umsatz belief sich 2022 auf 185 Millionen Euro. Hauptgesellschafter der FRIWO AG ist eine Tochtergesellschaft der VTC Industrieholding GmbH & Co. KG, München. Seit 1977 ist die AG börsennotiert und seit April 2006 im General Standard gelistet.